# Djlado
Djlado est un quartier du 5e arrondissement de la commune de Porto-Novo localisé dans le département de l’Ouémé au sud-Est du Bénin.

## Histoire de Toponymie

### Histoire
Djlado devient officiellement un quartier du 5e arrondissement de la commune de Porto-Novo à la suite de la loi n° 2015-01 du 06 mars 2015 modifiant et complétant la loi n° 2013-05 du 27 mai 2013 portant création, organisation, attribution et fonctionnement des unités administratives locales en République du Bénin,.

## Population
Selon le recensement général de la population et de l'habitation de 2013 conduit par l'Institut National de la Statistique et de l'Analyse Economique (INSAE), Djlado compte 2 707 habitants.